# Luc Jalabert
Pour les articles homonymes, voir Jalabert.
Luc Jalabert, né à Arles (France, département des Bouches-du-Rhône) le 27 août 1951 et mort dans la même ville le 27 mars 2018, est un rejoneador français. Il est aussi éleveur de taureaux de combat et de chevaux.

## Biographie
Issu d'une famille originaire d'Aimargues, Luc Jalabert est le fils de Louis Jalabert, éleveurs de taureaux camarguais au mas de la Chassagne.
Lorsqu’il se présente pour la première fois dans les arènes de Palavas-les-Flots, Luc Jalabert monte des chevaux camarguais de l'élevage familial.
Ses premiers chevaux espagnols ont été achetés en 1975 au rejoneador andalou Fermín Díaz qui avait épousé Michèle Ricard, fille de Paul Ricard. Le 16 avril de cette même année, il tue son premier taureau dans les arènes de Méjanes, commune d'Arles.

### Carrière
Après deux prestations au Portugal, à Nazaré et à Sobral de Monte Agraço, il prend son alternative le 14 juillet 1978 à Méjanes
avec pour parrain Álvaro Domecq Díez. Il confirme le 4 septembre 1978 à Lisbonne, vêtu du costume portugais.
En 1980, avec son frère Marc, il a fondé un élevage de taureaux Luc et Marc Jalabert situé au Mas de la Chassagne, près d'Arles.
Le 14 août 1983, il se présente à Madrid où il alterne avec Luis Miguel Arranz et Diego García de la Peña.
Son premier grand triomphe a lieu à Argelès, le 21 juillet 1985 où il coupe trois oreilles et une queue à un taureau de l'élevage Torrestrella. En 1986, il remporte le Rejón d'Or à Méjanes, devant Manuel Vidrié, Ángel Peralta et Javier Buendía.
Après son retrait du ruedo, il est devenu empresa des arènes d'Arles à partir de 1999. Il est aussi apoderado de son fils Jean-Baptiste Jalabert (« Juan Bautista »).